# Curiñanco

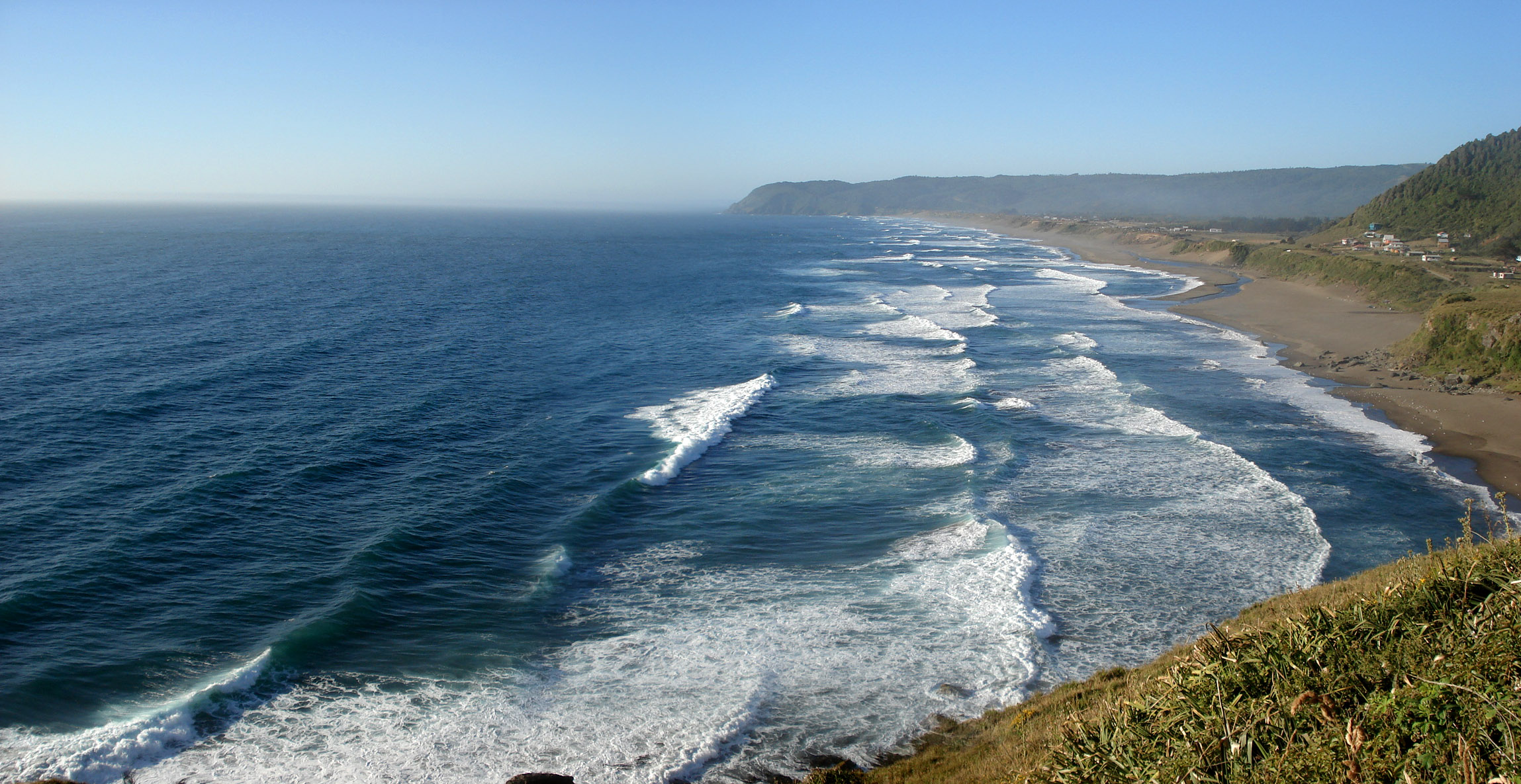
Vista en verano de la playa de Curiñanco desde el acceso sur. La punta que se ve al fondo corresponde al Área Costera Protegida Punta Curiñanco.

Curiñanco es una localidad costera de la Región de Los Ríos, Chile, perteneciente a la comuna de Valdivia. Se ubica en el segmento costero entre la desembocadura del río Valdivia y la del río Lingue. Posee una población de 1103 habitantes según el censo de 2017. Curiñanco se conecta al sur, por un camino de ripio y asfalto, con el pueblo de Niebla y al sureste por otro camino con Torobayo y Punucapa.
Curiñanco debe su nombre al cacique Curiñancu, padre del líder y militar mapuche, Lautaro.
El extremo norte de la playa y el pueblo colinda con la Área Costera Protegida Punta Curiñanco.

## Deporte
Esta localidad tiene un club de fútbol amateur llamado "Club Deportivo Patria de Curiñanco", fundado el 8 de diciembre de 1918. El cual participa en la "Liga Deportiva de Niebla" junto a otros equipos locales.
Además se puede practicar deportes náuticos como Surf, Stand Up Paddle (SUP), kayak, caminatas, mountain bike y otros.

## Comunidad
La localidad de Curiñanco tiene una comunidad indígena llamada: "Comunidad Indígena Kiñe Wen de Curiñanco".
Cuenta también, con domos y diferentes hospedajes para turistas en su zona centro.